# Lopocares
Los Lopocares eran un pueblo celta del norte de Inglaterra que habitaba la zona de Durham, Northumberland, Newcastle Upon Tyne, Gateshead, North Tyneside, South Tyneside, Sunderland.
Fue una de las tribus absorbidas por los brigantes, al igual que sus vecinos los Textoverdi (también al norte de aquel pueblo, donde se construiría el Muro de Adriano), y los Gabrantovices (North Yorkshire), Latenses (Leeds), Setantii (Lancashire) e incluso los Carvetii de Cumbria.